# Nemésio de Emesa
Nemésio (Grego: Νεμέσιος, tendo florescido c. 390 d.C.) foi um filósofo cristão e o autor do tratado De Natura Hominis (“Sobre a Natureza Humana”). De acordo com o preâmbulo de seu livro, ele foi um bispo de Emesa (na atual Síria). Seu livro é uma tentativa de compilar um sistema de antropologia do ponto de vista da filosofia cristã. Ele foi muito influente para o pensamento grego, árabe e cristão ulterior.
Nemésio também foi um teórico de fisiologia. Ele baseou muito de seus escritos nas obras prévias de Aristóteles e Galeno, e especula-se que ele tenha antecipado a descoberta de William Harvey sobre a circulação do sangue. Nemésio foi um de uma sucessão de defensores, ao lado de Herófilo e Erasístrato, da ideia de que diferentes partes do cérebro seriam responsáveis por diferentes funções. Sua Doutrina sobre a Localização Ventricular do Funcionamento Mental é uma reconciliação de doutrinas platônicas sobre a alma com a filosofia cristã e também enfatizada a interpretação científica e o conhecimento gregos sobre o corpo humano. Outras visões incluíam uma teoria em cinco partes sobre a hierarquia da Divina Providência. Essas teorias foram desenvolvidas a partir de uma perspectiva platônica mais antiga.

## Biografia
Há pouca informação disponível sobre a vida de Nemésio, exceto pelo fato de que ele era bispo de Emesa. Até mesmo sua data é incerta, embora haja indicação, pela evidência interna, de que ele teria vivido após a Controvérsia Apolinária, e antes da disputa que está vinculada a Eutiches e Nestor (isto é, na segunda quarto do século V d.C.). Há evidência a indicar que ele conhecia bem a obra de Galeno e possa ter tido algum treinamento médico. O que permanece muito incerto em seus escritos é a relação entre o cristianismo de suas obras publicadas e o helenismo de sua formação. É digno de nota que um bispo pudesse interessar-se tanto pelo pensamento helenístico.

## De Natura Hominis
Nemésio é mais conhecido por seu livro De Natura Hominis (“Sobre a Natureza Humana” ou “Sobre a Natureza do Homem”). O livro de Nemésio também contém muitas passagens sobre anatomia e fisiologia galênicas. O principal princípio de sua obra foi fixar que as faculdades mentais localizam-se em segmentos do próprio cérebro. 
Nemésio também é bem conhecido por suas teorias sobre a Divina Providência, uma teoria que foi debatida ao longo dos anos. Sua teoria foi inspirada por Platão. 

## Antropologia
Para Nemésio, o estudo do homem é a primeira e mais importante de todas as ciências. Segundo o filósofo, "O homem se compõe de uma alma racional e de um corpo; tão perfeita e tão bela é esta sua composição, que seria impossível fazê-lo ou compô-lo de outra maneira." (Ver: BOEHNER, P e GILSON, E. História da Filosofia Cristã.)